# Quận Washington, North Carolina
Quận Washington là một quận nằm ở tiểu bang Bắc Carolina.  Tại thời điểm năm 2000, quận có dân số 13.723 người. Quận lỵ đóng ở Plymouth6.
Quận được lập năm 1799 từ một phần ba phía tây quận Tyrrell.  Quận đã được đặt tên theo George Washington.

## Địa lý
Theo Cục điều tra dân số Hoa Kỳ, quận có tổng diện tích 424 dặm Anh vuông (1.099 km²), trong đó, 348 dặm Anh vuông (903 km²) là diện tích đất và 76 dặm Anh vuông (197 km²) trong tổng diện tích (17,89%) là diện tích mặt nước.

### Các thị trấn
Quận được chia thành 3 thị trấn: Plymouth (county seat), Roper, và Creswell.

### Các quận giáp ranh
- Quận Chowan, Bắc Carolina - Bắc (qua Albemarle Sound)
- Quận Perquimans, Bắc Carolina - Đông bắc (across Albemarle Sound)
- Quận Tyrrell, Bắc Carolina - Đông
- Quận Hyde, Bắc Carolina - Đông nam
- Quận Beaufort, Bắc Carolina - Tây nam
- Quận Martin, Bắc Carolina - Tây
- Quận Bertie, Bắc Carolina - Tây bắc

### Các khu bảo tồn quốc gia
- Pocosin Lakes National Wildlife Refuge (một phần)

## Thông tin nhân khẩu
Theo cuộc điều tra dân số2 tiến hành năm 2000, quận này có dân số 13.723 người, 5.367 hộ, và 3.907 gia đình sinh sống trong quận này. Mật độ dân số là 39 người trên mỗi dặm Anh vuông (15/km²). Đã có 6.174 đơn vị nhà ở với một mật độ bình quân là 18 trên mỗi dặm Anh vuông (7/km²).  Cơ cấu chủng tộc của dân cư sinh sống tại quận này gồm 48,28% người da trắng, 48,94% người da đen hoặc người Mỹ gốc Phi, 0,05% người thổ dân châu Mỹ, 0,32% người gốc châu Á, 0,04% người các đảo Thái Bình Dương, 1,66% từ các chủng tộc khác, và 0,70% từ hai hay nhiều chủng tộc.  2,27% dân số là người Hispanic hoặc người Latin thuộc bất cứ chủng tộc nào.
Có 5.367 hộ trong đó có 31,70% có con cái dưới tuổi 18 sống chung với họ, 50,10% là những cặp kết hôn sinh sống với nhau, 18,80% có một chủ hộ là nữ không có chồng sống cùng, và 27,20% là không gia đình. 24,70% trong tất cả các hộ gồm các cá nhân và 11,70% có người sinh sống một mình và có độ tuổi 65 tuổi hay già hơn.  Quy mô trung bình của hộ là 2,52 còn quy mô trung bình của gia đình là 2,99,
Phân bố độ tuổi của cư dân sinh sống trong huyện là 26,00% dưới độ tuổi 18, 7,70% từ 18 đến 24, 25,00% từ 25 đến 44, 25,80% từ 45 đến 64, và 15,50% người có độ tuổi 65 tuổi hay già hơn.  Độ tuổi trung bình là 39 tuổi. Cứ mỗi 100 nữ giới thì có 89,70 nam giới. Cứ mỗi 100 nữ giới có độ tuổi 18 và lớn hơn thì, có 86,10 nam giới.
Thu nhập bình quân của một hộ ở quận này là $28.865, và thu nhập bình quân của một gia đình ở quận này là $34.888, Nam giới có thu nhập bình quân $27.058 so với mức thu nhập $19.477 đối với nữ giới. Thu nhập bình quân đầu người của quận là $14.994, Khoảng 17,60% gia đình và 21,80% dân số sống dưới ngưỡng nghèo, bao gồm 31,50% những người có độ tuổi 18 và 19,20% là những người 65 tuổi hoặc già hơn.

## Thành phố và thị trấn
- Creswell
- Plymouth
- Roper